# 납량특선 8부작
《납량특선 8부작》은 1998년 8월 3일부터 1998년 8월 25일까지 매주 월요일과 화요일에 방영된 SBS의 납량특집 드라마이다. 방송 당시 《납량특선 8부작》이라는 제목이 아닌 각 회차별 제목으로 방송되었다.

## 회차별 소개
- 1회 〈어느날 갑자기〉 1부
- 2회 〈어느날 갑자기〉 2부
- 3회 〈휘파람 소리〉 1부
- 4회 〈휘파람 소리〉 2부
- 5회 〈성형미인〉 1부
- 6회 〈성형미인〉 2부
- 7회 〈공포의 눈동자〉 1부
- 8회 〈공포의 눈동자〉 2부

## 등장 인물

### 어느날 갑자기
- 이정현 : 황은미 역
- 곽현식 : 과외 선생 역
- 이은주 : 박선주 역
- 전민혜 : 정미경 역
- 이나영 : 소희 역
- 김민정 : 은미 모 역
- 윤기원 : 과외 선생 친구 역
- 조민기 (특별출연) : 포토그래퍼 역
- 최항석 : 담임 역

### 휘파람 소리
- 김혜선 : 쌍둥이 언니 서인영 / 쌍둥이 동생 김남주 역
- 김형일 : 리불임 클리닉 원장 아들 나영민 과장 역
- 한영숙 : 리불임 클리닉 박원장 역
- 서갑숙 : 리불임 클리닉 이사무장 역
- 최재원 : 주민수 역
- 김진태 : 신선화장품 김준태 사장 역
- 서권순 : 남주 모 역
- 서린 : 리블림 클리닉 간호사 역

### 성형미인
- 정준호 : 현민호 역
- 최정윤 : 비너스 역
- 이일화 : 우연희 역
- 심양홍 : 의학과 교수 역
- 윤기원 : 민호 의대동기 역
- 이승형 : 산부인과 의사 역

김지남 : 민호내연녀 이지나 역

### 공포의 눈동자
- 송윤아 : 김정인 역
- 강성민 : 김민우 역
- 송혜교 : 이정아 역
- 안재모 : 최성식 역
- 유니 : 이혜진 역
- 재희 : 김현우 역
- 송민형 : 학생주임 역
- 정은찬 : 김준호 역
- 전정로
- 엄지원

김션근 : 씨뱅 역
오청균 : 짜장 역